# 氨基銫
胺基銫是一個無機化合物，化學式為CsNH2。外觀為白色易潮解固體，其性質類似同族的胺基鹽。

## 制備
氫化銫和氨氣反應，也可生成胺基銫：
CsH  +  NH3  →  CsNH2  +  H2
可由銫和氨氣反應，即生成胺基銫和氫氣：
2 Cs  +  2 NH3  →  2 CsNH2  +  H2